# Veenendaal-Veenendaal 1999
La Veenendaal-Veenendaal 1999, quattordicesima edizione della corsa, si svolse il 15 aprile su un percorso di 200 km, con partenza e arrivo a Veenendaal. Fu vinta dall'olandese Tristan Hoffman della squadra TVM-Farm Frites davanti al belga Chris Peers e all'altro olandese Erik Dekker.

## Ordine d'arrivo (Top 10)
| Pos. | Corridore          | Squadra                | Tempo    |
| ---- | ------------------ | ---------------------- | -------- |
| 1    | Tristan Hoffman    | TVM-Farm Frites        | 5h07'43" |
| 2    | Chris Peers        | Lotto-Mobistar         | s.t.     |
| 3    | Erik Dekker        | Rabobank               | s.t.     |
| 4    | Gabriele Missaglia | Lampre-Daikin-Colnago  | s.t.     |
| 5    | Emmanuel Magnien   | FDJ                    | a 17"    |
| 6    | Max van Heeswijk   | Mapei-Quick Step       | s.t.     |
| 7    | Juris Silovs       | Team Home-Jack & Jones | s.t.     |
| 8    | Bart Voskamp       | TVM-Farm Frites        | s.t.     |
| 9    | Michael Rich       | Gerolsteiner           | s.t.     |
| 10   | Michele Coppolillo | Mercatone Uno-Bianchi  | s.t.     |